# Mordechai Anielewicz
Mordejai Anielevich (pronunciado en castellano: Mordejai Anilewich (1919– 8 de mayo de 1943) fue el comandante de la Organización de Lucha Judía (Żydowska Organizacja Bojowa, en polaco), también conocida como ŻOB, durante el levantamiento del gueto de Varsovia, durante la Segunda Guerra Mundial.

## Infancia y juventud
Anielevich nació en un hospital, al noreste de Varsovia. Su madre Romualda y su padre Jacobo eran entonces dueños de un pequeño club. Se mudaron después del nacimiento de Mordechai a Povishla, un barrio pobre en los suburbios de Varsovia junto al río Vístula. 
Anielewicz entró en el movimiento juvenil sionista-socialista "Hashomer Hatzair" después de finalizar los estudios secundarios en el Gymnasium de Wyszków.

## Invasión y ocupación alemana

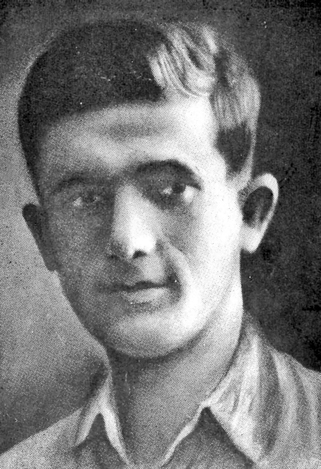
Mordechai Anielewicz

El 7 de septiembre de 1939, una semana después de que Alemania atacara a Polonia, Anielewicz escapó con sus camaradas al este con la esperanza de que el ejército de Polonia frenara el avance alemán. Cuando la Unión Soviética invadió a Polonia desde el Este, tres semanas después que lo hiciese Alemania, Anielewicz intentó abrir un paso hacia Rumania con la intención de ayudar a los judíos a escapar a Palestina. Sin embargo, su plan fracasó y fue capturado por los soviéticos y  dejado en libertad poco tiempo después. Entonces Anielewicz se fue a vivir al gueto de Varsovia.

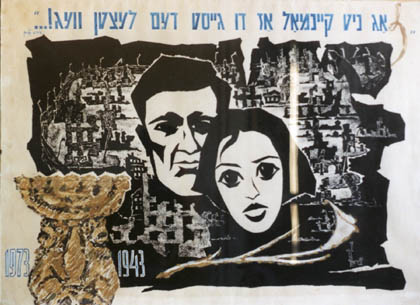
Mordechai Anielewicz y su novia Mira Fuchrer [Fujrer] en las ruinas del gueto de Varsovia. Pintado por Shimon Garmize.

Cuando escuchó que los principales grupos judíos polacos habían escapado a Vilna, en Lituania, en aquel entonces bajo dominio soviético, Anielewicz viajó para allá e intentó convencer a sus compatriotas de que regresaran a Polonia a ayudar en la lucha contra la ocupación nazi. Volvió a Varsovia en 1940 con su novia Mira Fuchrer, donde organizó grupos guerrilleros en el Gueto, participó en la elaboración de publicaciones clandestinas, organizó reuniones y seminarios, y viajó a otras ciudades para establecer contacto con otros grupos insurgentes.
En el verano de 1942, Anielewicz estaba en el suroeste de Polonia -en aquel entonces anexado a Alemania, con el nombre de Provincia de Alta Silesia-, intentando organizar a las fuerzas defensivas judías. Cuando regresó a Varsovia, descubrió que durante su ausencia había ocurrido una deportación masiva de judíos al campo de exterminio de Treblinka, y solo 60.000 judíos de los 350.000 originales permanecían en el Gueto. Se unió a la ŻOB, y en noviembre fue elegido comandante en jefe. A inicios de 1943, estableció comunicación con el Armia Krajowa, el Ejército Territorial Polaco, recibiendo armas de este grupo polaco en el exilio.

## Levantamiento del Gueto y muerte

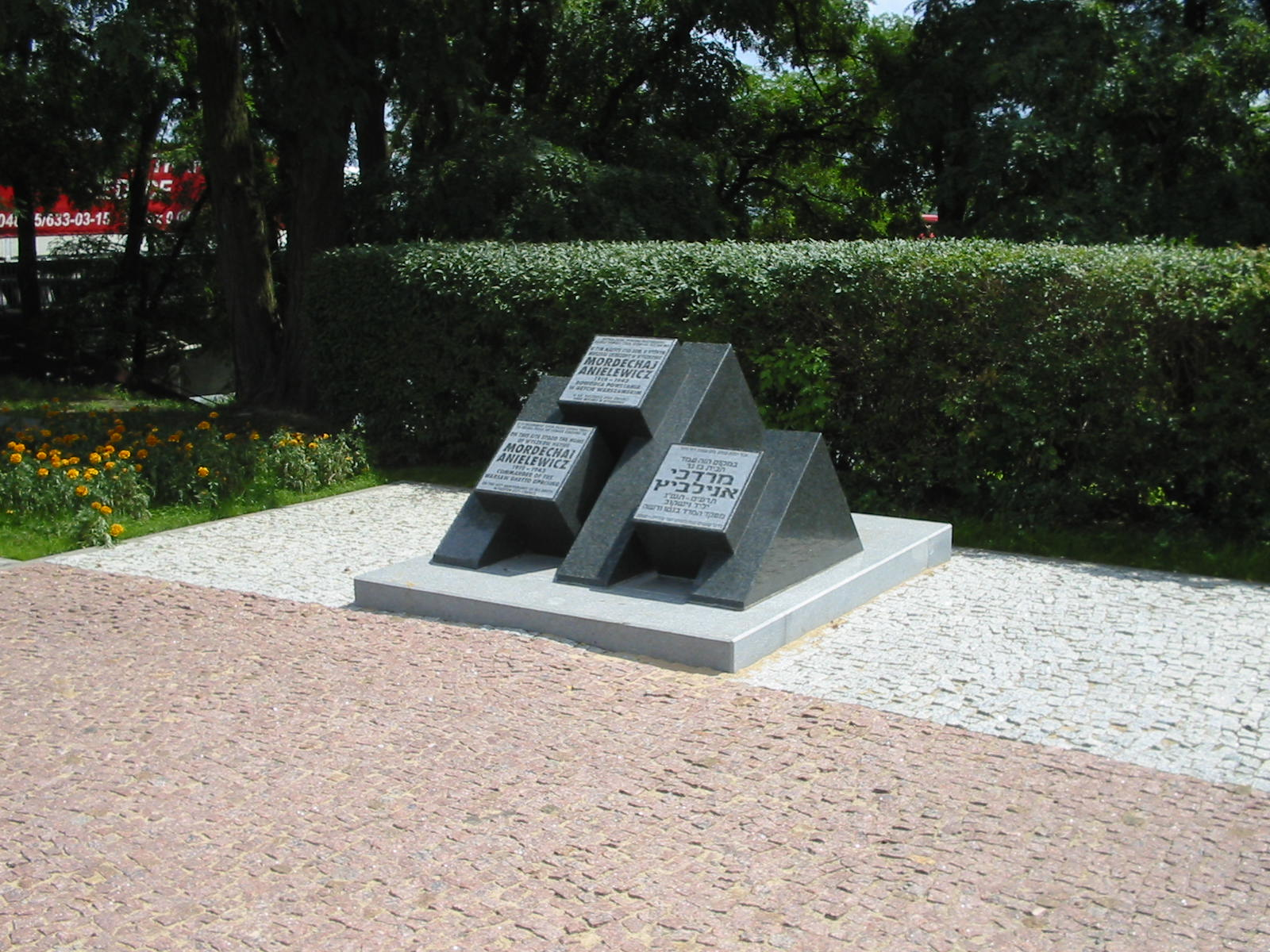
Monumento en memoria de Mordechai Anielewicz en su pueblo natal.

El 18 de enero de 1943, los alemanes intentaron llevar a cabo el segundo envío deportando a los judíos restantes a los campos de concentración, pero la ŻOB y la ŻZW expulsaron a los sorprendidos alemanes. Este incidente, en el que Anielewicz jugó un papel fundamental, fue el que dio inicio al levantamiento del Gueto de Varsovia. 
El 19 de abril los alemanes lanzaron su contraataque, logrando reducir a la resistencia judía. Pero los defensores del gueto siguieron escondiéndose en los desagües y los sótanos del mismo, aunque ya sin presentar una resistencia organizada.
El 8 de mayo, Anielewicz, su novia Mira Fuchrer y muchos de los líderes de la ŻOB se suicidaron en su búnker ubicado en el Gueto Archivado el 12 de marzo de 2007 en Wayback Machine., poco antes de que los alemanes ocuparan el edificio de la calle Mila 18, donde se hallaba la sede central de los rebeldes judíos. 
El 16 de mayo la lucha en el Gueto finalizó, si bien algunos insurgentes permanecieron escondidos allí hasta el verano. 
El cuerpo de Anielewicz nunca fue encontrado, se cree que fue llevado junto con el de otros judíos hasta los crematorios, donde fueron incinerados. Sin embargo, la inscripción en el monumento erigido al lado del búnker de Mila 18, dice que está enterrado allí. Así está escrito: "Tumba de los combatientes del levantamiento del Gueto de Varsovia ... Estas ruinas del búnker de la calle Mila 18 son el último lugar de descanso de los comandantes y combatientes de la Organización de combate judía, así como de algunos civiles. Entre ellos se encuentra Mordechai Anielewicz, el comandante en jefe ... En el búnker ... reposan más de un centenar de combatientes, sólo algunos de los cuales son conocidos por su nombre. Aquí el resto, enterrado en donde cayó, nos recuerda que toda la tierra es su tumba."
A principios de 1944 el gobierno constitucional de Polonia, exiliado en Londres, le otorgó post mortem la cruz militar polaca, Virtuti Militari.
Un Kibutz ubicado en Israel, aparte de haber erigido allí una estatua de Mordechai Anielewicz, tomó el nombre de Yad Mordechai en recuerdo a su heroísmo y entrega y, en Wyszków, su ciudad natal, también fue levantado un monumento en su memoria.